# Вулиця Самійленка (Львів)
Вулиця Самійленка — вулиця у Личаківському районі Львова, в місцевості Штіллерівка. Сполучає вулиці Зелену та Архипенка. Прилучається вулиця Олени Пчілки.

## Назва
- від 1928 — Офіцерська;
- від 1943 — Кернерґассе;
- від липня 1944 року — Офіцерська;
- від 1993 року — Самійленка, на честь українського поета-лірика Володимира Самійленка[2].

## Забудова
Здебільшого садибна. Частина вулиці утворює своєрідну літеру «S» через те, що збудована на місці колишнього австрійського плацу. 
Житлові будинки (вілли) № 14—20 збудовані у 1920-х—1930-х роках за проєктом архітектора Романа Фельпеля для польських офіцерів та урядовців.